# Folk metal
Folk metal je podzvrst metala in temelji na etnični oziroma narodni glasbi določenega ozemlja.
Pri samem izvajanju glasbe se poleg tipičnih metalskih zvokov uporabljajo tudi zvoki, ki so značilni za določeno etnično skupino, ki ji izvajalci pripadajo. Sami zvoki niso tako težki kot na primer pri black metalu, ampak so hitrejši in živahnejši.

## Nastanek
Folk metal se je sprva pojavil v Združenem kraljestvu, kjer je skupina Skyclad kot prva v svoji glasbi začela uporabljati etnične instrumente, kot je violina. V začetku 90. let se je tudi pojavil nov slog, ki je povezoval trdi Black metal z bolj milozvočnimi melodijami vikinškega izvora.
Bathory je bia prva skupina, ki je začela mešati obe vrsti metala in na albumih Hammerheart in Blood Fire Dead predstavila novi slog, ki so se ga kmalu oprijeli novi izvajalci. V letih 1991-1993 je nastalo veliko takih skupin, najbolj znani sta norveški skupini Enslaved in Einhejrer. Nastajale pa so tudi folk metal skupine kot so Cruachan in Waylander ter znana norveška skupina In the woods, ustanovljena leta 1992. Vsekakor je razvoj folk metala zelo sovpadal z razvojem black metala. V sredini devetdesetih let so nastale še skupine na Irskem (Primordial), v Španiji itd.
Drugi val folk metala se je razdelil na dva dela: eden je sledil temačnejši glasbi Bathorya in Enslavedov, drugi del pa je nadaljeval z lažjo glasbo. Uporabe folklornih instrumentov so se naučili tudi nekatere druge skupine, ki niso igrale folk metala. Le ta je močno pridobival na popularnosti, raslo pa je tudi število skupin.

## Najbolj znane skupine
(ime, država, leto ustanovitve-leto razpada)
- Finntroll, Finska, 1997
- Korpiklaani, Finska, 2003
- Ulver, Norveška, 1993
- Moonsorow, Finska, 1995
- Ensiferum, Finska, 1995
- Empyrium, Nemčija, 1994
- Enslaved, Norveška, 1991
- Bathory, Švedska, 1983-2004
- Skyclad, Anglija, 1990
- Waylander, Irska, 1993
- In the Woods, Norveška, 1992-2000
- Einhejer, Norveška, 1993-2004